# Sabina Nowak
Sabina Nowak (* 1959, verh. Pierużek-Nowak) ist eine polnische Wissenschaftlerin, Wolfsexpertin und Präsidentin der in Polen bekannten Association for Nature Wolf (AfN Wolf) und Mitglied der Large Carnivore Initiative for Europe (LCIE).

## Leben
Die Biologin Sabina Nowak hat ihr Studium an der Schlesischen Universität in Kattowitz mit dem Master of Science in Biologie abgeschlossen. Seit Mitte der 1990er Jahre engagiert sie sich für die Wölfe in Polen. Von 1993 bis 1998 koordinierte sie die Kampagne „Für den vollen Schutz der großen Raubtiere, Wolf und Luchs“ in Polen sowie eine Kampagne für den Schutz des gesamten polnischen Teils des Urwaldes Białowieża als Nationalpark (Białowieża-Nationalpark). In ihrer Promotion beschrieb sie die „Ökologie der Wölfe“. 2001 bis 2004 war sie Leiterin der polnischen Zählung der Luchse und Wölfe. Seit 2000 koordiniert sie mit den deutschen Wolfsexpertinnen Ilka Reinhardt und Gesa Kluth die deutsch-polnische Zusammenarbeit über die Wölfe. 2009 bis 2016 war sie Mitglied des Staatsrates für Naturschutz, wo sie 2014 bis 2016 den Vorsitz der Kommission für Tiere führte.
2015 war sie neben Henryk Okarma Referentin bei einer Konferenz im Senat „Die Zukunft des Wolfes in Polen“ vor dem Hintergrund einer deutlich wachsenden Wolfspopulation.

## Veröffentlichungen
- Nationale Strategie für Wolfsschutz und Management. 1998
- Gebrauchsanweisung für Viehbesitzer – Methoden für Viehschutz gegen Wolfattacken. 1999
- Auf der Wolfsfährte. 2000
- Aktueller Bericht – Wolfs- und Luchszählungen in polnischen Wäldern und Nationalparks. 2001
- zusammen mit Robert W. Mysłajek: Wolfsschutz in Polen. Der Naturschutzverband Wolf, Godziszka, 2002, ISBN 83-911331-7-6
- Tiere und Straßen – Methoden zur Vermeidung negativer Auswirkung von Autostraßen auf wilde Tierpopulationen. 2004[5]
- Maciej Szewczyk, Sabina Nowak et al.: Dynamic range expansion leads to establishment of a new, genetically distinct wolf population in Central Europe
- Sabina Nowak, Robert Mysłajek: Wölfe in Westpolen  Verbreitung und Ökologie der Tierart, Biologische Fakultät der Universität Warschau, 2017.